# Pakistan i olympiska sommarspelen 2000
Pakistan deltog i de olympiska sommarspelen 2000 med en trupp bestående av 26 deltagare, men ingen av landets deltagare erövrade någon medalj.

## Boxning
Fjädervikt
- Haider Ali
  - Omgång 1; Förlorade mot Ramazan Palyani (TUR) på poäng 5:4

Lättvikt
- Asghar Ali Shah
  - Omgång 1; Bye
  - Omgång 2; Förlorade mot Tigkran Ouzlian (GRE) på poäng 17:15

Lätt weltervikt
- Ghulam Shabbir
  - Omgång 1; Förlorade mot Kelson Carlos Santos (BRA) RSC utklassad 4:e omgången

Weltervikt
- Usmanullah Khan
  - Omgång 1; Förlorade mot Yovanny Lorenzo (DOM REP) på poäng 5:4

## Friidrott
Herrarnas 200 meter
- Maqsood Ahmed
  - Heat 6 omgång 1; 21.70 (→ gick inte vidare)

Damernas 1 500 meter
- Shazia Hidayat
  - Omgång 1; 5:07.17 (→ gick inte vidare)

## Landhockey
Herrar
Coach: Ahmad Iftikhar

1. Ahmad Alam (GK) (c)
2. Ali Raza
3. Tariq Imran
4. Irfan Yousaf
5. Imran Yousaf
6. Waseem Ahmad
7. Mohammad Nadeem
8. Atif Bashir
9. Kamran Ashraf
10. Mohammad Sarwar
11. Mohammad Qasim (GK)
12. Sohail Abbas
13. Mohammad Shafqat
14. Sameer Hussain
15. Kashif Jawwad
16. Muhammad Anis

Gruppspel
| Lag            | Spelade | W | D | L | GF | GA | Poäng |
| -------------- | ------- | - | - | - | -- | -- | ----- |
| Pakistan       | 5       | 2 | 3 | 0 | 15 | 6  | 9     |
| Nederländerna  | 5       | 2 | 2 | 1 | 11 | 8  | 8     |
| Tyskland       | 5       | 2 | 2 | 1 | 7  | 6  | 8     |
| Storbritannien | 5       | 1 | 2 | 2 | 8  | 16 | 5     |
| Malaysia       | 5       | 0 | 4 | 1 | 5  | 6  | 4     |
| Kanada         | 5       | 0 | 3 | 2 | 7  | 11 | 3     |

Slutspel
|  | Semifinaler          | Semifinaler          |       |                   | Final             | Final |  |
|  |                      |                      |       |                   |                   |       |  |
|  | 28 september 2000    |                      |       |                   |                   |       |  |
|  | Pakistan             | 0                    |       |                   |                   |       |  |
|  | Sydkorea             | 1                    |       |                   |                   |       |  |
|  |                      |                      |       |                   |                   |       |  |
|  |                      |                      |       |                   | 30 september 2000 |       |  |
|  |                      |                      |       |                   | Sydkorea          | 3 (4) |  |
|  |                      | Nederländerna (p.s.) | 3 (5) |                   |                   |       |  |
|  |                      |                      |       |                   |                   |       |  |
|  |                      |                      |       |                   |                   |       |  |
|  |                      |                      |       |                   | Bronsmatch        |       |  |
|  | 28 september 2000    | 28 september 2000    |       | 30 september 2000 | 30 september 2000 |       |  |
|  | Nederländerna (p.s.) | 0 (5)                |       | Pakistan          | 3                 |       |  |
|  | Australien           | 0 (4)                |       |                   | Australien        | 6     |  |

## Rodd
Herrarnas singelsculler
- Mohammad Akram

- - Heat 3; 7:54,71 (gick till uppsamlingsheat)
  - Återkval 3; 7:51,40 (gick till semifinal C/D)
  - Semifinal C/D, lopp 2; 7:54,12 (gick till final D)
  - Lopp D för de sista 4 placeringarna; DNS (startade inte)

Herrarnas lättvikts-dubbelsculler
- Zahid Ali Pirzada och Hazrat Islam

- - Heat 2; 7:13.62 (gick till uppsamlingsheat)
  - Återkval 4; 7:13,98 (till C-final)
  - Final C; 6:52,12, slutade sist